# Хонджон (правитель Корё)
Хонджон (кор. 헌종, 獻宗, Heonjong) — 14-й правитель корейского государства Корё, правивший в 1094—1095 годах. Имя — Ук (кор. 욱, 昱, Uk).
Посмертные титулы — Консан чонби хве-тэван.